# Santa Rita do Sapucaí
Santa Rita do Sapucai est une municipalité brésilienne de l'État du Minas Gerais et la microrégion de Santa Rita do Sapucaí.
Pedro Rodrigues Filho, l'un des tueurs en série les plus meurtriers de l'histoire, y est né.

## Personnalités
- Francisco Raposo Pereira Lima (1845-1905), compositeur et musicien, est mort à Santa Rita do Sapucaí.